# Sebastián Cortés
Sebastián Cortés Amado (Albacete, 10 de enero de 1951), más conocido simplemente como Sebastián Cortés, es un matador de toros español retirado.

## Biografía
Comenzó su carrera en el toreo cómico en 1971 en un espectáculo llamado La Revoltosa de Ruperto Chapí. El 12 de mayo de 1974 se presentó en Bilbao, frente a la ganadería de Barcial, acompañado por José Copete "Copetillo" y Paco Lucena. El 8 de mayo de 1975 Sebastián Cortés hizo su presentación en Las Ventas.
Tomó la alternativa en Alicante el 22 de junio de 1975, frente a un toro de la ganadería de Torrestrella. Su actuación le valió las dos orejas. La confirmación la realizó en Las Ventas para la Feria de San Isidro el 24 de mayo de 1976, enfrentándose al toro Pajarito de la ganadería de Baltasar Ibán. Su padrino fue Paco Camino y Ángel Teruel, su testigo.
El 5 de julio de 1976 sufrió una grave cogida en la corrida de ASPRONA de Albacete con un toro de Samuel Flores de la que tardó un año en recuperarse. Su carrera terminó en Madrid con Antonio Rubio "Macandro" y Andrés Vásquez el 15 de mayo de 1979. Hizo una segunda despedida el 11 de septiembre de 1983 en Albacete, frente a un toro de cría de Juan Pablo Jiménez, con Dámaso González y Espartaco.
En 1986 regresó al mundo de los toros como director de la Escuela Taurina de Albacete. Su hijo António Cortes "Antón Cortés" también es torero.